# Komárom-Esztergom vármegyei 1. sz. országgyűlési egyéni választókerület
A Komárom-Esztergom vármegyei 1. számú országgyűlési egyéni választókerület egyike annak a 106 választókerületnek, amelyre a 2011. évi CCIII. törvény Magyarország területét felosztja, és amelyben a választópolgárok egy-egy országgyűlési képviselőt választhatnak. A választókerület nevének szabványos rövidítése: Komárom-Esztergom 01. OEVK. Székhelye: Tatabánya

## Területe
A választókerület az alábbi településeket foglalja magába:
1. Baj
2. Szárliget
3. Tata
4. Tatabánya
5. Vértesszőlős

## Országgyűlési képviselője
| Név           | Párt                                         | Párt        | Terminus | Megjegyzés                                   |
| ------------- | -------------------------------------------- | ----------- | -------- | -------------------------------------------- |
| Bencsik János |                                              | Fidesz-KDNP | 2014 –   | A 2014-es országgyűlési választás eredménye: |
| Bencsik János | A 2018-as országgyűlési választás eredménye: | Fidesz-KDNP | 2014 –   |                                              |
| Bencsik János | A 2022-es országgyűlési választás eredménye: | Fidesz-KDNP | 2014 –   |                                              |

## Demográfiai profilja
| Iskolai végzettség                | Iskolai végzettség               | Iskolai végzettség | Iskolai végzettség | Iskolai végzettség |
| --------------------------------- | -------------------------------- | ------------------ | ------------------ | ------------------ |
|                                   |                                  |                    |                    | fő                 |
| Általános iskolát nem végezte el  | Általános iskolát nem végezte el |                    | 1383               | 1383               |
| Általános iskola                  | Általános iskola                 |                    | 13631              | 13631              |
| Szakmunkás                        | Szakmunkás                       |                    | 19678              | 19678              |
| Érettségi                         | Érettségi                        |                    | 29597              | 29597              |
| Diploma                           | Diploma                          |                    | 17340              | 17340              |
| A 2022. évi népszámlálás szerint. |                                  |                    |                    |                    |

A Komárom-Esztergom vármegyei 1. sz. választókerület lakónépessége 2022. október 1-jén 97 994 fő volt. A 2011-es és a 2022-es népszámlálás között 1554 fővel csökkent a választókerület lakosság száma. A választókerületben a korösszetétel alapján a legtöbben a középkorúak élnek 35 641 fővel, míg a legkevesebben a gyermekek 16 365 fővel. A választókerület lakosságának a 86,9%-nál van internet elérési lehetőség.
A legmagasabb befejezett iskolai végzettség szerint az érettségi végzettséggel rendelkezők élnek a legtöbben 29 597 fő, utánuk a következő nagy csoport a szakmunkások 19 678 fővel.
Gazdasági aktivitás szerint a lakosság közel fele foglalkoztatott 51 947 fő, második legjelentősebb csoport az inaktív keresők, akik főleg nyugdíjasok 21 310 fővel.
A választókerület legjelentősebb nemzetiségi csoportja a német 1728 fő, illetve a cigány 836 fő. Magyar állampolgársággal nem rendelkező külföldi állampolgárok aránya 1,7%.
Vallási összetétel szerint a választókerületben lakók legnagyobb vallása a római katolikus (17 344 fő), valamint jelentős közösség még a reformátusok (6107 fő). A vallási közösséghez nem tartozók száma szintén jelentős (18 698 fő), a választókerületben a legnagyobb csoportot alkotják.

## Országgyűlési választások
| Párt                             |                        | Jelölt                 | Szavazatok | %     | ± %   |
| -------------------------------- | ---------------------- | ---------------------- | ---------- | ----- | ----- |
| Fidesz-KDNP                      |                        | Bencsik János          | 26 240     | 48,18 | 3,75  |
| Egységben Magyarországért        |                        | Konczer Erik           | 22 417     | 41,16 | 10,98 |
| Mi Hazánk                        |                        | Boda Bánk              | 2856       | 5,24  | Új    |
| MKKP                             |                        | Börzsei Dávid          | 1429       | 2,62  | 0,88  |
| MEMO                             |                        | Popovics Judit         | 891        | 1,64  | Új    |
| Normális Párt                    |                        | Keindl Tibor           | 372        | 0,68  | Új    |
| Munkáspárt-ISZOMM                |                        | Jánoki Tibor           | 252        | 0,46  | 0,18  |
| Megjelent                        | Megjelent              | Megjelent              | 55 037     | 70,02 | 0,23  |
| Választópolgárok száma           | Választópolgárok száma | Választópolgárok száma | 78 608     | 100   | 3,06  |
| A Fidesz-KDNP tartja a körzetet. |                        |                        |            |       |       |

| Párt                             |                        | Jelölt                 | Szavazatok | %     | ± %  |
| -------------------------------- | ---------------------- | ---------------------- | ---------- | ----- | ---- |
| Fidesz-KDNP                      |                        | Bencsik János          | 25 128     | 44,43 | 1,54 |
| MSZP-Párbeszéd                   |                        | Fekete Miklós          | 15 192     | 26,86 | 5,06 |
| Jobbik                           |                        | Boda Bánk László       | 11 071     | 19,58 | 3,84 |
| LMP                              |                        | Körtvélyfáy Menyhért   | 2440       | 4,31  | 0,64 |
| MKKP                             |                        | Barna Alexandra        | 985        | 1,74  | Új   |
| Momentum                         |                        | Novák László           | 785        | 1,39  | Új   |
| Munkáspárt                       |                        | Szücs István           | 159        | 0,28  | Új   |
| Egyéb pártok                     |                        |                        | 791        | 1,4   | 2,37 |
| Megjelent                        | Megjelent              | Megjelent              | 56 967     | 70,25 | 9,23 |
| Választópolgárok száma           | Választópolgárok száma | Választópolgárok száma | 81 089     | 100   | 1,87 |
| A Fidesz-KDNP tartja a körzetet. |                        |                        |            |       |      |

| Párt                                |                        | Jelölt                 | Szavazatok | %     | ± % |
| ----------------------------------- | ---------------------- | ---------------------- | ---------- | ----- | --- |
| Fidesz-KDNP                         |                        | Bencsik János          | 21 434     | 42,89 |     |
| Összefogás                          |                        | Lukács Zoltán          | 15 954     | 31,92 |     |
| Jobbik                              |                        | Vágó Sebestyén         | 7868       | 15,74 |     |
| LMP                                 |                        | Gutai Zsolt            | 2473       | 4,95  |     |
| Munkáspárt                          |                        | Petrik Tímea           | 362        | 4,95  |     |
| Egyéb pártok                        |                        |                        | 1885       | 3,77  |     |
| Megjelent                           | Megjelent              | Megjelent              | 50 419     | 61,02 |     |
| Választópolgárok száma              | Választópolgárok száma | Választópolgárok száma | 82 629     | 100   |     |
| A Fidesz-KDNP nyeri meg a körzetet. |                        |                        |            |       |     |

## Ellenzéki előválasztás – 2021
| Frakció                            |                 | Jelölő szervezetek                 | Jelölt          | Szavazatok | %     |
| ---------------------------------- | --------------- | ---------------------------------- | --------------- | ---------- | ----- |
| DK                                 |                 | DK, Jobbik, Momentum, Liberálisok  | Konczer Erik    | 4773       | 67,22 |
| MSZP                               |                 | MSZP, Párbeszéd, LMP, Momentum, ÚK | Gurmai Zita     | 2328       | 32,78 |
| Összes szavazat                    | Összes szavazat | Összes szavazat                    | Összes szavazat | 7101       |       |
| Konczer Erik nyeri meg a körzetet. |                 |                                    |                 |            |       |